# Бостери
Бостери (кирг. Бостери — буквально «серая шкура») — село в Иссык-Кульском районе Иссык-Кульской области Кыргызстана. Административный центр Бостеринского аильного округа. Код СОАТЕ — 41702 215 808 01 0.

## География
Расположено в 2 км севернее берега озера Иссык-Куль, в 8 км восточнее районного центра — города Чолпон-Ата. Через село проходит автодорога А-363.
Село является частью курортной зоны, вблизи него находятся пансионаты «Парус», «Жетиген», «Золотые пески-Бостери»,"КазГУ" «Тулпар», «Толкун», «Орбита», «Ак Илбирс», «Киргизское взморье» и другие.

## Население
По некоторым данным, в 2020 году в селе проживает 7815 человек. Название Бостери происходит от имени Бостери, батыра из рода Каба саяк. Основное население села его потомки, от старшего сына Казака. Другие сыновья Бостери основали ряд сёл в Тонском районе. От другого сына Элтинди происходят населения сёл Кара-Талаа, Кара-Коо, Кызыл-Туу, Калкагар, Ала-Баш, Конур-Олон, Тогуз-Булак, Бар-Булак, Улахол и Шор-Булак Тонского района.

## Известные уроженцы
- Акматов, Казат Акматович (1941—2015) — советский и киргизский прозаик, драматург, сценарист и общественный деятель, народный писатель Кыргызстана.